# Basil Rathbone
Philip St. John Basil Rathbone, född 13 juni 1892 i Johannesburg, Sydafrika, död 21 juli 1967 i New York, var en brittisk skådespelare. Rathbone kom att medverka i drygt 70 filmer, främst kostymdramer, swashbucklerfilmer och några skräckfilmer. Bland hans filmer märks David Copperfield (1935), Romeo och Julia (1936) och Robin Hoods äventyr (1938). Hans mest kända roll är dock som Sherlock Holmes i fjorton filmer gjorda mellan 1939 och 1946 samt i en radioserie.

## Biografi
Basil Rathbone föddes i Sydafrika av brittiska föräldrar. Han fick sin skolutbildning i England och gjorde scendebut där 1911. Han gjorde mest klassiska roller, huvudsakligen Shakespeare i såväl England som USA. Filmdebuten skedde i England 1921 i Innocent. Rathbone kom till USA i mitten på 1920-talet där han sedan hade en rad romantiska roller. Efter introducerandet av ljudfilmen blev han en stor stjärna med sin speciella röst i kombination med sitt eleganta utseende. Han gjorde flera filmer som svärdfäktande hjälte mot Errol Flynn och Tyrone Power. Mellan 1922 och 1958 medverkade han i ett stort antal uppsättningar på Broadway.
Rathbone är mest känd för sin roll som Sherlock Holmes, vilken han spelade i fjorton filmer. Holmes parhäst Dr. Watson spelades i dessa filmer av Nigel Bruce. Efter att Bruce avled 1953 vägrade Rathbone av respekt till sin kollega att spela Sherlock Holmes på film igen.
Basil Rathbone har tre stjärnor på Hollywood Walk of Fame, en för film, en för TV och en för radio.

## Filmografi i urval
- 1921 – Innocent
- 1925 – The Masked Bride

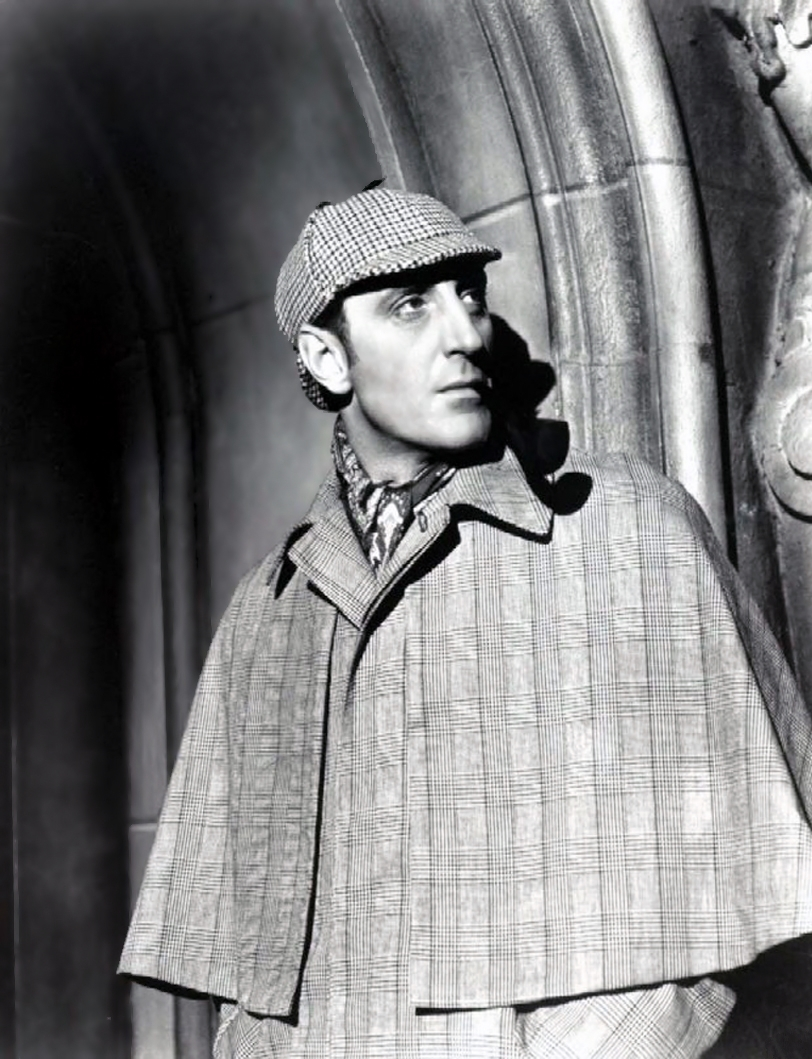
Basil Rathbone som Sherlock Holmes.

- 1929 – Mrs Cheynes sista bedrift
- 1935 – David Copperfield
- 1935 – Anna Karenina
- 1935 – Kapten Blod
- 1935 – I skuggan av giljotinen
- 1936 – Ett paradis för två
- 1938 – Robin Hoods äventyr
- 1939 – Rio
- 1939 – Den blodiga borgen
- 1939 – Baskervilles hund
- 1939 – Sherlock Holmes - professor Moriartys sista strid
- 1940 – Zorros märke
- 1941 – Mysteriet svarta katten
- 1942 – Okänt område
- 1942 – Sherlock Holmes och terrorrösten
- 1942 – Sherlock Holmes och det hemliga vapnet
- 1943 – Sherlock Holmes i Washington
- 1943 – Sherlock Holmes möter döden
- 1944 – Sherlock Holmes och spindelmysteriet
- 1944 – Sherlock Holmes och den röda klon
- 1944 – Den ödesdigra pärlan
- 1944 – Genom eld och vatten
- 1945 – En mördare går lös
- 1945 – Sherlock Holmes och kvinnan i grönt
- 1945 – Förföljd till Alger
- 1946 – Sherlock Holmes tar nattexpressen
- 1946 – Sherlock Holmes i fara
- 1946 – Sånt händer i Paris
- 1949 – The Adventures of Ichabod and Mr Toad
- 1954 – A Christmas Carol
- 1954 – Kanske en Casanova
- 1955 – Trasiga änglar
- 1956 – Hovnarren
- 1958 – Det sista hurraropet
- 1962 – En studie i skräck
- 1964 – Komedi i skräck

## Teater

### Roller
| År   | Roll     | Produktion              | Regi       | Teater                        |
| ---- | -------- | ----------------------- | ---------- | ----------------------------- |
| 1958 | Mr. Zuss | J.B. Archibald MacLeish | Elia Kazan | ANTA Playhouse, New York, USA |